# Gottfried Biewer

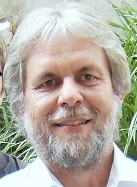
Gottfried Biewer, 2014

Gottfried Biewer (* 23. Februar 1955 in Hermeskeil) ist ein deutscher Bildungswissenschaftler und Hochschullehrer.

## Leben und Wirken
Nach Tätigkeiten als Sonderpädagoge im Schuldienst arbeitete Biewer als wissenschaftlicher Mitarbeiter an der Ludwig-Maximilians-Universität München und vertrat eine Professur an der Universität Gießen. Von 2004 bis 2020 war er Professor für Sonder- und Heilpädagogik am Institut für Bildungswissenschaft der Universität Wien und danach Gastprofessor am Institut für Rehabilitationswissenschaften der Humboldt-Universität zu Berlin.
Fachlich steht er für die Begründung reformpädagogisch orientierten Unterrichts mit behinderten Kindern in Sonderschulen und in der schulischen Integration. In einer empirischen Studie konnte er zu Beginn der 1990er Jahre aufzeigen, dass der didaktische Ansatz Maria Montessoris mit freier Arbeit auch bei Schülern mit einer geistigen Behinderung umsetzbar ist. Er stellte in den späten 1990er Jahren im Rahmen seiner Habilitation (Veröffentlichung 2001 unter dem Titel Vom Integrationsmodell für Behinderte zur Schule für alle Kinder) die Verbindung zwischen der Integrationsdebatte deutschsprachiger Länder und dem Diskurs über „inclusive schools“ des angloamerikanischen Sprachraums her, der mit der Ratifizierung der UN-Behindertenrechtskonvention ab 2009 für Deutschland bildungspolitisch erhöhte Aufmerksamkeit erfuhr.
Inklusive Pädagogik definiert er als „Theorien zur Bildung, Erziehung und Entwicklung, die Etikettierungen und Klassifizierungen ablehnen, ihren Ausgang von den Rechten vulnerabler und marginalisierter Menschen nehmen, für deren Partizipation in allen Lebensbereichen plädieren und auf eine strukturelle Veränderung der regulären Institutionen zielen, um der Verschiedenheit der Voraussetzungen und Bedürfnisse aller Nutzer/innen gerecht zu werden“. Schwerpunkt seiner wissenschaftlichen Arbeit ist die Schnittstelle zwischen Inklusiver Pädagogik und Heil- und Sonderpädagogik in internationaler und vergleichender Perspektive. In diesem Rahmen wurden mehrere Forschungsprojekte von ihm geleitet, darunter:
- Berufliche Teilhabe von Menschen mit intellektueller Beeinträchtigung, finanziert vom österreichischen Wissenschaftsfonds FWF (Laufzeit 1. Februar 2008 bis 31. Januar 2013).[4] In diesem Projekt der Grundlagenforschung wurden die Erfahrungen von Teilhabe und Ausschluss von zwei Gruppen von Menschen mittels biographischer Interviews untersucht. Es waren Jugendliche, welche die Schule verließen und einen Weg in den Arbeitsmarkt suchten, aber auch Personen, die seit vielen Jahren überwiegend in einem Ersatzarbeitsmarkt tätig waren. Dabei wurden erstmals im deutschsprachigen Raum in einem größeren Forschungsprojekt Erfahrungen gesammelt, wie Menschen mit intellektueller Beeinträchtigung über eine Referenzgruppe in die Interpretation qualitativer Daten einbezogen werden können. Das Projekt untersuchte darüber hinaus die Übergangssituation eines kompletten Jahrgangs von Schülern in Österreich, die nach dem Lehrplan der Allgemeinen Sonderschule und der Schule für Schwerstbehinderte in Sonderschulen und Integrationsklassen unterrichtet wurden.
- Classifications of disabilities in the field of education (CLASDISA) (Laufzeit 1. Februar 2010 bis 31. Januar 2015, finanziert vom FWF).[5] Dieses Projekt untersuchte gemeinsam mit Universitäten in Bangkok und Addis Abeba Barrieren und Förderfaktoren für Kinder mit Behinderungen in Erziehungsumgebungen in Österreich, Thailand und Äthiopien. Die Forschungen zielten auf Erkenntnisse zum Verhältnis von Bildung, Kultur, Gesellschaft und Behinderung in Industrie-, Schwellen- und Entwicklungsländern. Zwischen 2010 und 2013 erhoben die Projektmitarbeiter in mehreren Sequenzen parallel und weitgehend zeitgleich quantitative und qualitative Daten in Wien, Bangkok und Addis Abeba bei Eltern, Lehrkräften, Kindern und Experten.
- Responding to poverty and disability through higher education and research (RESPOND-HER), Kooperationsprojekt mit der Addis Abeba Universität (Laufzeit 1. Oktober 2011 bis 31. Dezember 2014, finanziert von der Österreichischen Entwicklungszusammenarbeit im Rahmen des APPEAR-Programms).[6] Das Projekt zielte auf den Zugang zu tertiärer Bildung für Menschen mit Behinderungen in Äthiopien und auf den Zugang zum Arbeitsmarkt für Hochschulabsolventen mit Behinderung. Über das Projekt gelang es erstmals die Situation behinderter Studierender und Universitätsabsolventen in Äthiopien zu untersuchen und ein Netzwerk zur Sensibilisierung für deren Situation in 11 Universitäten in allen Landesteilen zu initiieren. Darüber hinaus wurden gemeinsame Forschungen mit österreichischen Wissenschaftern entwickelt und es erfolgte ein Lehrendenaustausch zwischen den Universitäten in Wien und Addis Abeba. Das Projekt INEDIS (Inclusion in Education for Persons with Disabilities) setzte diese Aktivitäten in erweitertem Rahmen bis 2020 fort.[7]
- Qualitative tracking with young people with disabilities in European states (Quali-TYDES), Projekt der European Science Foundation (ESF) mit Finanzierung durch den FWF (Laufzeit des österreichischen Parts: 1. September 2010 bis 31. August 2015).[8] Quali-TYDES erforschte zusammen mit Universitäten in Dublin, Prag und Madrid, wie die veränderte Gesetzgebung in Europa die Lebensläufe von Menschen mit Behinderungen beeinflusst hat. Anhand lebensgeschichtlicher Interviews mit jungen Erwachsenen im Alter zwischen 20 und 30 Jahren ließen sich länderspezifische Auswirkungen der Einführung schulischer Integration und einer stärker an den Rechten behinderter Menschen orientierten Sozialgesetzgebung aufzeigen.

Im Jahre 2020 leitete er die Arbeitsgruppe zur Evaluierung des Nationalen Aktionsplans Behinderung 2012–2020 der österreichischen Bundesregierung. Der Abschlussbericht zu diesem Projekt sollte dokumentieren, inwieweit Österreich die UN-Behindertenrechtskonvention umgesetzt hat und gleichzeitig Vorschläge für den neuen Nationalen Aktionsplan Behinderung 2022–2030 enthalten.

## Veröffentlichungen
- Gottfried Biewer / Gertraud Kremsner / Michelle Proyer (2022): Inklusive Schule – Handlungsfeld motorische und kognitive Entwicklung. Stuttgart: Kohlhammer. (ISBN 978-3-17-034741-0).
- Ingeborg Hedderich / Gottfried Biewer / Judith Hollenweger / Reinhard Markowetz (Hrsg.) (2022): Handbuch Inklusion und Sonderpädagogik. 2. aktualisierte und erweiterte Auflage. Bad Heilbrunn: Klinkhardt (UTB) (ISBN 978-3-8252-8804-4)
- Gottfried Biewer / Oliver Koenig / Gertraud Kremsner / Lisa-Katharina Möhlen / Michelle Proyer / Susanne Prummer / Katharina Resch / Felix Steigmann / Seyda Subasi Singh (2020): Evaluierung des Nationalen Aktionsplans Behinderung 2012–2020. Wien: Bundesministerium für Soziales, Gesundheit, Pflege und Konsumentenschutz (BMSGPK). (https://uscholar.univie.ac.at/detail/o:1126770)
- Gertraud Kremsner / Michelle Proyer / Gottfried Biewer   (2020): Inklusion von Lehrkräften nach der Flucht. Über universitäre Ausbildung zum beruflichen Wiedereinstieg. Bad Heilbrunn: Klinkhardt (ISBN 978-3-7815-2358-6). (https://www.pedocs.de/frontdoor.php?source_opus=18907)
- Gottfried Biewer / Michelle Proyer / Gertraud Kremsner (2019): Inklusive Schule und Vielfalt. Stuttgart: Kohlhammer. (ISBN 978-3-17-034737-3).
- Gottfried Biewer / Michelle Proyer (Hrsg.) (2019): Behinderung und Gesellschaft. Ein universitärer Beitrag zum Gedenkjahr 2018. Wien: Universität Wien. (https://uscholar.univie.ac.at/view/o:924774)
- Gottfried Biewer (2017): Grundlagen der Heilpädagogik und Inklusiven Pädagogik (3., überarb. u. erweiterte Auflage). Bad Heilbrunn: Klinkhardt (UTB). (ISBN 978-3-8252-4694-5).
- Gottfried Biewer / Eva Theresa Böhm / Sandra Schütz (Hrsg.) (2015): Inklusive Pädagogik in der Sekundarstufe. Stuttgart: Kohlhammer. (ISBN 978-3-17-029727-2).
- Andrea Strachota / Gottfried Biewer / Wilfried Datler (Hrsg.) (2009): Heilpädagogik: Pädagogik bei Vielfalt. Prävention – Interaktion – Rehabilitation. Bad Heilbrunn: Klinkhardt. (ISBN 978-3-7815-1620-5).
- Gottfried Biewer / Mikael Luciak / Mirella Schwinge (Hrsg.) (2008): Begegnung und Differenz: Menschen – Länder – Kulturen. Beiträge zur Heil- und Sonderpädagogik. Bad Heilbrunn: Klinkhardt. (ISBN 978-3-7815-1577-2).
- Gottfried Biewer (2001): Vom Integrationsmodell für Behinderte zur Schule für alle Kinder. Neuwied, Berlin: Luchterhand (gleichzeitig Habilitationsschrift an der Universität Koblenz-Landau). (ISBN 3-407-56163-6).
- Gottfried Biewer (1997): Montessori-Pädagogik mit geistig behinderten Schülern (2. Auflage). Bad Heilbrunn: Klinkhardt (gleichzeitig Dissertation an der Universität Würzburg 1991). (ISBN 3-7815-0872-2).
- Gottfried Biewer / Petra Reinhartz (Hrsg.) (1997): Pädagogik des Ästhetischen. Bad Heilbrunn: Klinkhardt. (ISBN 3-7815-0904-4).